# عبد الرحمن بن حمدان الجلاب
الإمام المحدث القدوة أبو محمد، عبد الرحمن بن حمدان بن المرزبان، الهمذاني الجلاب الجزار، أحد أركان السنة بهمذان، من أئمة الحديث الثقات، قال شيرويه الديلمي كان صدوقًا قدوة، له أتباع، توفي سنة اثنتين وأربعين وثلاثمائة.

## روايته للحديث
- سمع: أبا حاتم الرازي، وإبراهيم بن ديزيل، وهلال بن العلاء ومحمد بن غالب التمتام وأبو بكر بن أبي الدنيا وإبراهيم بن نصر وطبقتهم.
- وعنه: صالح بن أحمد، وعبد الرحمن الأنماطي، وأبو عبد الله بن منده، وأبو عبد الله الحاكم، والقاضي عبد الجبار بن أحمد، وأبو الحسن بن جهضم، وأبو الحسين بن فارس، وآخرون.
- الجرح والتعديل: قال أبو شجاع شيرويه الديلمي: صدوق قدوة له أتباع. قال الذهبي: الإمام المحدث القدوة، أحد أركان السنة بهمذان. قال صالح بن أحمد الهمذاني: سماع القدماء منه أصح ذهب عامة كتبه في المحنة وكف بصره. قال عبد الحي بن العماد الحنبلي: أحد أئمة السنة.[2]